# Holywell (Walia)
Holywell (wal. Treffynnon) – miasto w Walii, w Flintshire. Leży 6,8 km od miasta Flint i 199,7 km od Cardiff. W 2001 roku miasto liczyło 6893 mieszkańców. W 2011 roku jednostka administracyjna liczyła 8886 mieszkańców.